# 三重県道515号波切港線
三重県道515号波切港線（みえけんどう515ごう なきりこうせん）は、三重県志摩市を通る一般県道である。

## 概要
波切港から志摩市大王町波切に至る。終点付近には「歓迎 絵かきの町大王」という道路をまたぐ大きな看板が掲げられている。

### 路線データ
- 起点：三重県志摩市大王町波切（字宝門155番地先[2]：波切港）
- 終点：三重県志摩市大王町波切（字石塚3961-4番地先[2]：大王崎入口交差点、国道260号交点、三重県道129号磯部大王自転車道線終点）
- 総延長：2,148 m

## 歴史
- 1959年（昭和34年）1月25日 - 路線認定[1]。

## 路線状況
三重交通の路線バスに利用されている。また、地域住民の生活道路としてだけではなく、大王崎へのアクセス道路として観光にも利用される。

### 利用状況
平成17年度道路交通センサス
| 地点             | 交通量     | 交通量     |
| 地点             | 平日24時間 | 休日24時間 |
| ---------------- | ---------- | ---------- |
| 志摩市大王町波切 | 2,065台    | 1,820台    |

## 地理

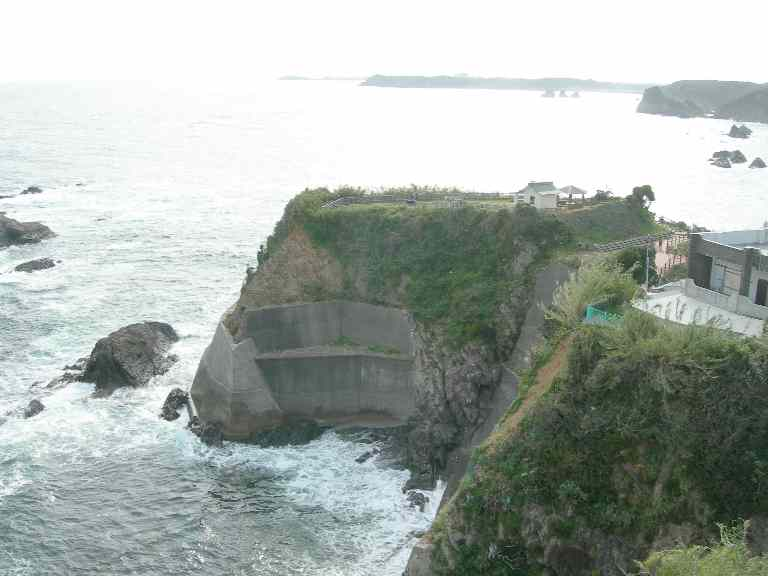
波切城跡

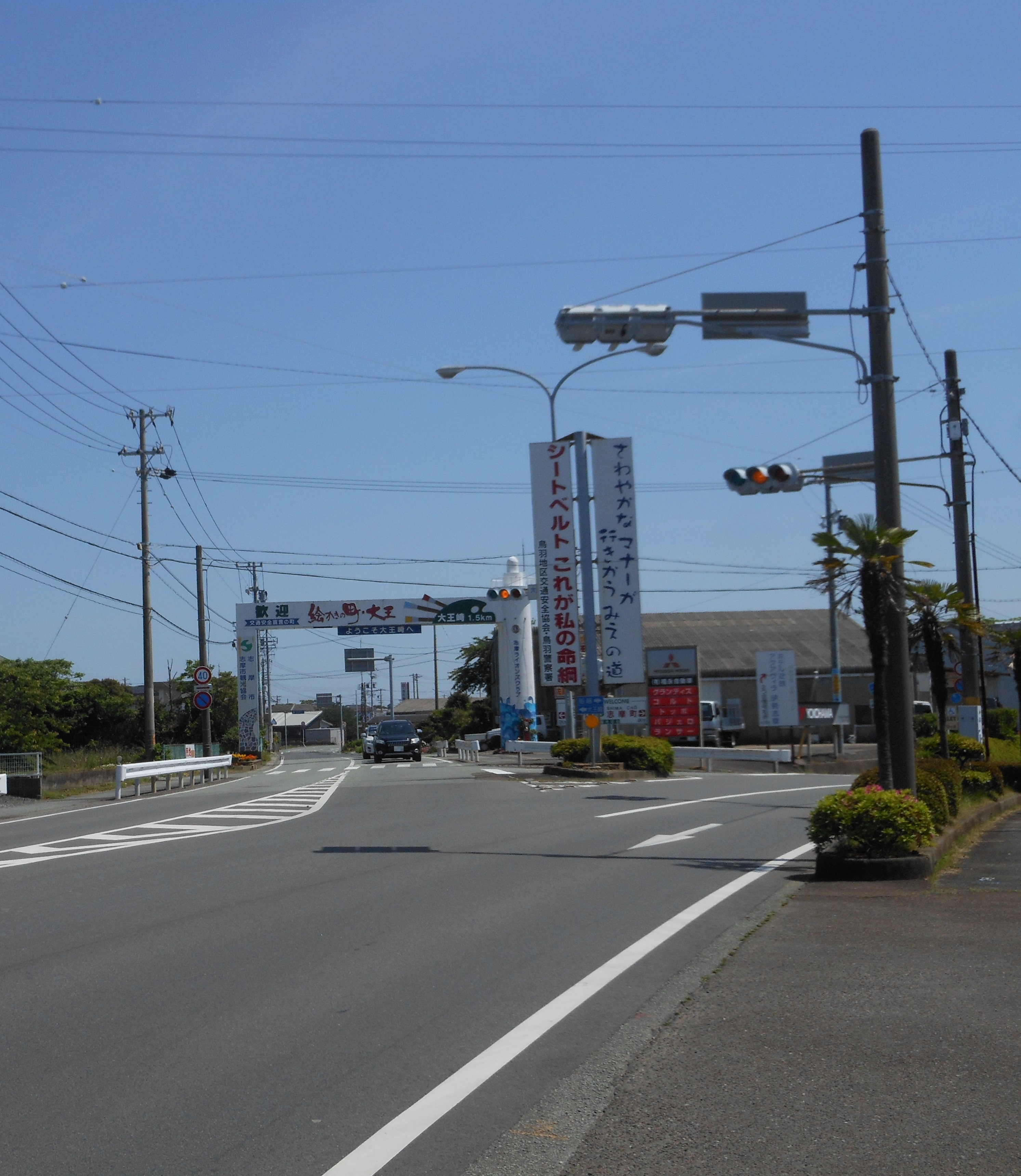
終点

起伏に富む大王町波切の中心市街地を貫通する道路である。対向車との行き違いが困難な区間が含まれる。

### 通過する自治体
- 三重県
  - 志摩市

### 交差する道路
| 交差する道路                              | 交差する場所 | 交差する場所            |
| ----------------------------------------- | ------------ | ----------------------- |
| 三重県道61号磯部大王線                    | 大王町波切   |                         |
| 国道260号 三重県道129号磯部大王自転車道線 | 大王町波切   | 大王崎入口交差点 / 終点 |

### 沿線
- 大王崎
  - 大王埼灯台
  - 波切城
- 伊勢農業協同組合大王支店
  - 大王支店小坂
- 志摩市立波切小学校